# Josef Bössner
Josef Bössner, auch Bubi Bössner, (* 1934 oder 1935; † 16. Oktober 2005 in Neusiedl am See) war ein österreichischer Speedway-Meister.
Josef Bössner war dreifacher österreichischer Staatsmeister (1962, 1963 und 1973) und errang auch mehrere internationale Trophäen im Speedwaysport. Im Jahre 1990 als 55-Jähriger gab er noch ein Kurz-Comeback als Fahrer.
Nach seiner Karriere war Bössner internationaler Schiedsrichter, Betreuer und Veranstalter. Die Speedway-Leidenschaft Bubi Bössners färbte auch auf seinen Sohn Andreas ab, der es mittlerweile auf sechs Staatsmeistertitel brachte.
Josef Bössner starb bei einem Autounfall auf der Landesstraße von Gattendorf in Richtung seines Heimatortes Potzneusiedl.

## Sportliche Erfolge
- Österreichischer Staatsmeister (Einzel): 1962, 1963, 1973